# Ruellia nummularia
Ruellia nummularia är en akantusväxtart som beskrevs av Raymond Benoist. Ruellia nummularia ingår i släktet Ruellia och familjen akantusväxter. Inga underarter finns listade i Catalogue of Life.